# Biała wanna
Biała wanna – technologia wykonywania konstrukcji betonowych nieprzenikalnych dla wody przy wykorzystaniu samego żelazobetonu będącego materiałem konstrukcyjnym, bez użycia dodatkowych warstw izolacji przeciwwodnych.
Nieprzenikalność uzyskuje się przez użycie odpowiedniego betonu (klasy co najmniej C25/30 i wodoszczelności co najmniej W8), z odpowiednio dobranym kruszywem i dodatkami), zbrojonego tak, aby maksymalna rozwartość rys nie przekraczała 0,2 mm. Elementy muszą być zaprojektowane i wykonane tak, aby zapobiec pękaniu na skutek skurczu schnącego betonu. Przerwy dylatacyjne, przerwy robocze oraz przejścia rur czy przewodów muszą zostać odpowiednio zabezpieczone. Beton musi być wylewany zgodnie z zasadami oraz odpowiednio zagęszczony, a w czasie wiązania należy go pielęgnować z należytą starannością.